# Frederick North (2. hrabia Guilford)
Frederick North (ur. 13 kwietnia 1732 w Londynie, zm. 5 sierpnia 1792 tamże) – znany jako lord North, premier Wielkiej Brytanii w latach 1770–1782. Był premierem podczas rewolucji amerykańskiej.

## Życiorys
Lord North urodził się w londyńskiej dzielnicy Piccadilly jako najstarsze z sześciorga dzieci. Jego ojcem był Francis North, 1. hrabia Guilford, a matką lady Lucy Montagu, córka 1. hrabiego Halifaksu. Inne dzieci pochodziły z drugiego małżeństwa Guilforda. North miał rodzoną siostrę Lucy, której rodzina miała się wyrzec, ponieważ poślubiła kupca, lecz brak dowodów na takie postępowanie ze strony rodziny Northów.
Wykształcony w Eton College w latach 1742–1748 i w Trinity College na Uniwersytecie Oksfordzkim, gdzie w 1750 r. otrzymał tytuł MA (master of Arts = magister). Po opuszczeniu Oksfordu podróżował po Europie, odwiedzając Lipsk, gdzie studiował pewien czas na Uniwersytecie. Odwiedził Wiedeń, Mediolan i Paryż. Do Anglii powrócił w 1753 r.
W latach 1754–1790 zasiadał w Izbie Gmin jako reprezentant okręgu Banbury. Swoją pierwszą mowę w parlamencie wygłosił 1 grudnia 1757 r. na otwarciu nowej sesji parlamentu. 2 czerwca 1759 r. został młodszym lordem skarbu w rządzie księcia Newcastle. W 1766 r. został jednym z płacmistrzów armii i został powołany do Tajnej Rady.
Pierwszym ważnym urzędem w karierze Northa był urząd kanclerza skarbu, który objął w grudniu 1767 r. Równocześnie został przewodniczącym Izby Gmin. Zdolny i ambitny minister, stronnik króla Jerzego III, szybko piął się po szczeblach kariery. Po rezygnacji księcia Grafton ze stanowiska premiera, North stanął 28 stycznia 1770 r. na czele rządu Jego Królewskiej Mości. Na stanowisku premiera prowadził nieudolną politykę w stosunku do kolonii amerykańskich, czym spowodował ich bunt i wojnę o niepodległość, która zakończyła się klęską Wielkiej Brytanii. O upadku jego rządu przesądziła klęska pod Yorktown w 1781 r. Izba Gmin wyraziła wówczas wotum nieufności wobec gabinetu Northa, co było pierwszym takim przypadkiem w historii brytyjskiego parlamentaryzmu. North zrezygnował z urzędu 20 marca 1782 r.
Do władzy North powrócił 2 kwietnia 1783 r., kiedy został ministrem spraw wewnętrznych (był nim do 19 grudnia 1783 r.) w gabinecie księcia Portland. Portland był jednak tylko figurantem – właściwą władzę sprawowali North i lider radykalnego skrzydła wigów, Charles James Fox (stąd gabinet ten nosi nazwę Fox-North Coalition). Rząd upadł już w grudniu 1783 r.
W latach 1771–1792 był prezesem Founding Hospital w Londynie. W 1772 r. został kanclerzem Uniwersytetu Oksfordzkiego, w 1774 r. lordem namiestnikiem Somerset. Od 1772 r. był kawalerem Orderu Podwiązki. W 1778 r. został lordem strażnikiem Pięciu Portów.
Z powodu postępującej ślepoty zrezygnował w 1790 r. z miejsca w Izbie Gmin. W tym samym roku zmarł jego ojciec i North zasiadł w Izbie Lordów jako 2. hrabia Guilford. Zmarł dwa lata później i został pochowany w kościele Wszystkich Świętych we Wroxton w Oxfordshire.

## Rodzina
20 maja 1756 r. poślubił Anne Speke (ok. 1741–1797), córkę George’a Speke’a. Frederick i Anne mieli razem trzech synów i dwie córki:
- Charlotte North (zm. 25 października 1849), żona podpułkownika Johna Lindsaya, nie miała dzieci
- George Augustus North (11 września 1757 – 20 kwietnia 1802), 3. hrabia Guilford
- Francis North (25 grudnia 1761 – 11 stycznia 1817), 4. hrabia Guilford
- Frederick North (7 lutego 1766 – 14 października 1827), 5. hrabia Guilford
- Anne North (przed 1783 – 18 stycznia 1832), żona Johna Bakera-Holroyda, 1. hrabiego Sheffield, miała dzieci

## Tytuły od narodzin do śmierci
- 1732–1752: Czcigodny Frederick North
- 1752–1754: lord North
- 1754–1766: lord North, MP
- 1766–1772: Wielce Czcigodny lord North, MP
- 1772–1790: Wielce Czcigodny lord North, KG, MP
- 1790–1790: Wielce Czcigodny lord North, KG
- 1790–1792: Wielce Czcigodny hrabia Guilford, KG, PC